# 帕克維尤 (愛荷華州)
帕克維尤（英語：Park View）是位於美國愛荷華州斯科特縣的一個人口普查指定地區。

## 人口
根據2010年美國人口普查的數據，帕克維尤的面積為2.80平方千米，當中陸地面積為2.80平方千米，而水域面積為0.00平方千米。當地共有人口2386人，而人口密度為每平方千米852.14人。